# Otopharynx lithobates
Otopharynx lithobates är en fiskart som beskrevs av Oliver, 1989. Otopharynx lithobates ingår i släktet Otopharynx och familjen Cichlidae. IUCN kategoriserar arten globalt som sårbar. Inga underarter finns listade i Catalogue of Life.